# Claudius Marioton
Claudius Marioton fue un escultor francés nacido el año 1844  y fallecido el 1919.

## Obras

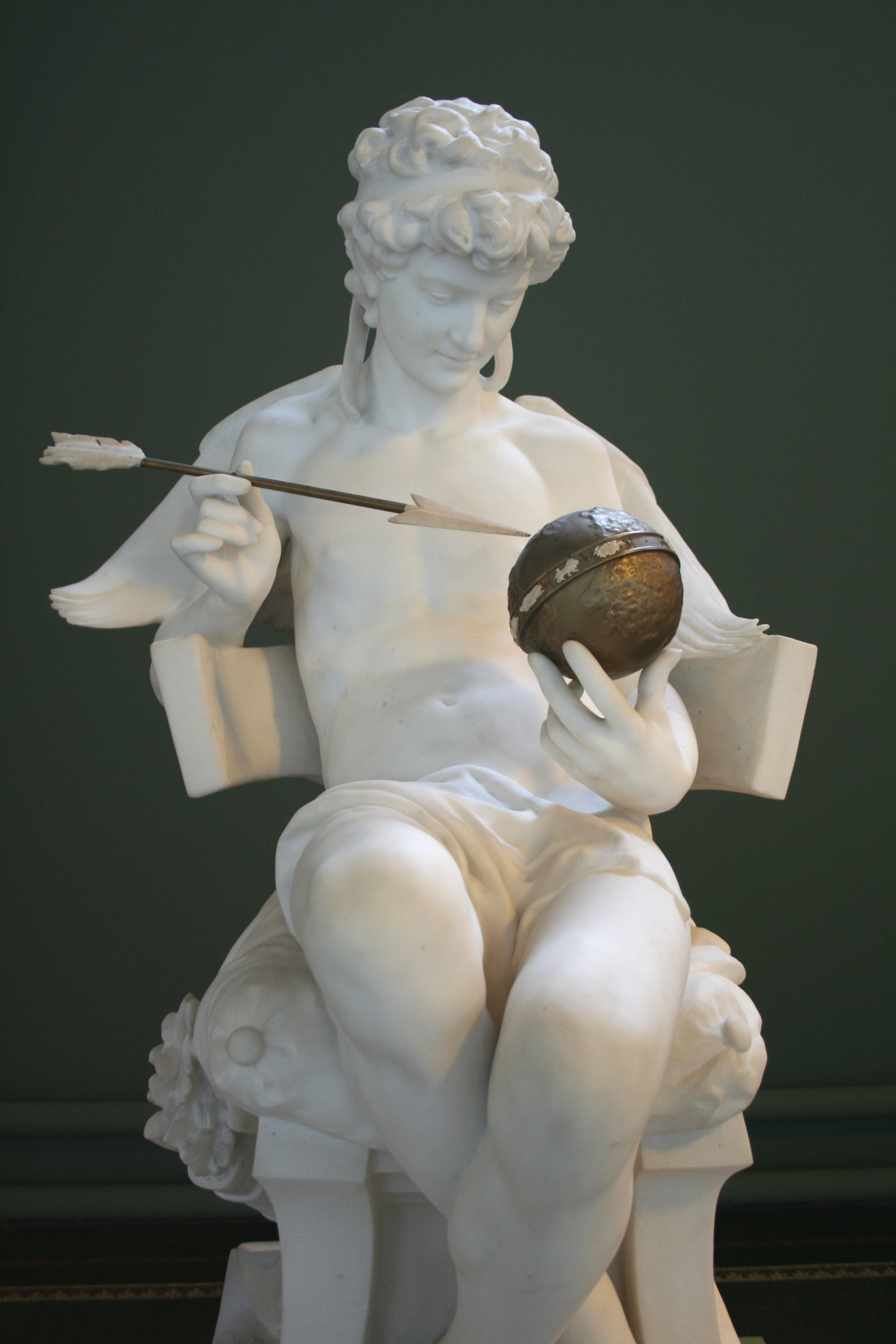
Eros haciendo girar al mundo conforme a su deseo, (1903), estatua en mármol de 133 centímetros representanda a Eros con un globo en la mano, conservado por la Ny Carlsberg Glyptotek de Copenhague.

 Pulsar sobre la imagen para ampliar. 

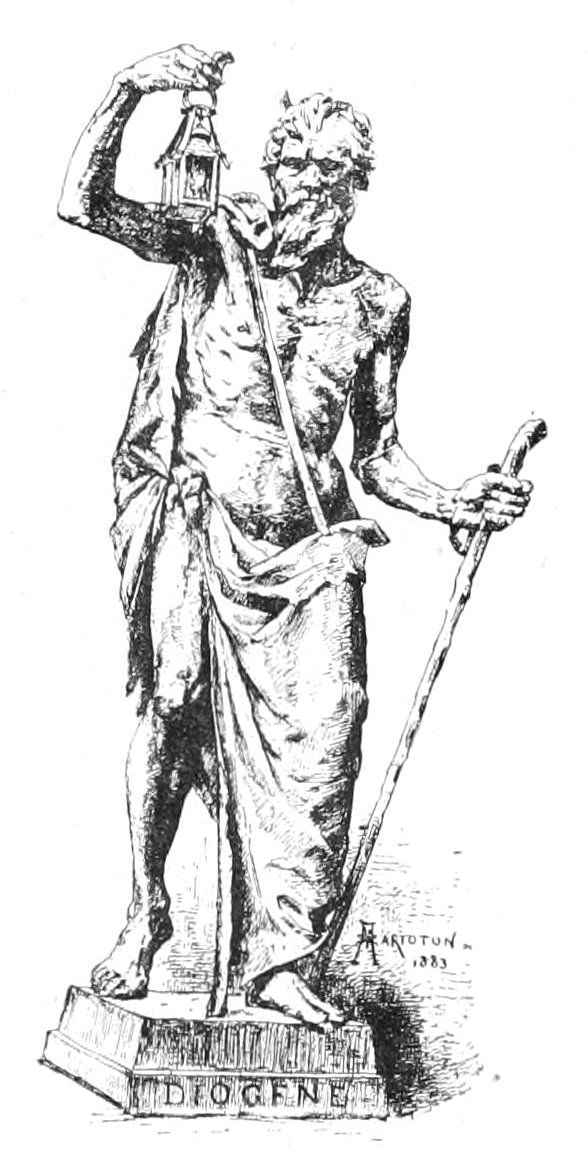
Diógenes, grabado reproduciendo una escultura de yeso
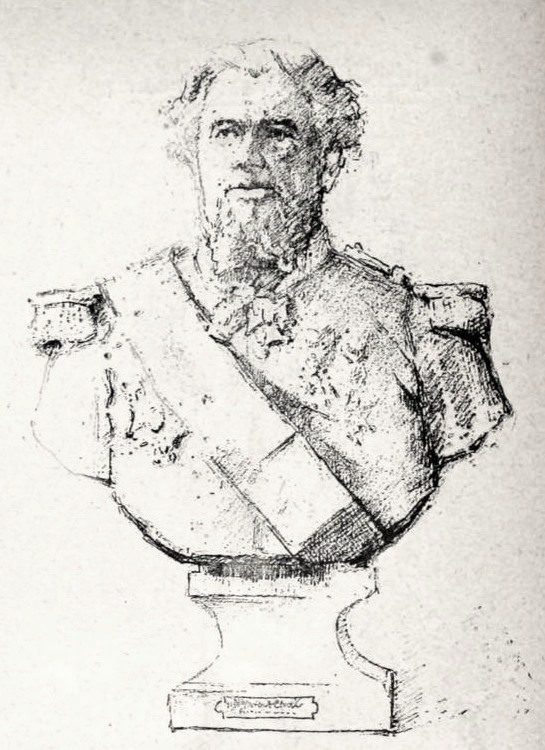
Georges Charles Cloue. Grabado reproduciendo un busto del vice-almirante.

También es autor de algunas esculturas para la decoración escultórica del ayuntamiento de París. Suya es una figura alegórica de la ciudad de Lyon.